# Việt Võ Đạo
Việt Võ Đạo (Vovinam VVD) to sztuka walki pochodząca z Wietnamu.

## Historia
Postać technik nauczanych w obecnych szkołach została skodyfikowana przez Wielkiego Mistrza Nguyễn Lộc, który w latach 1938–1945 podróżował po Wietnamie i gromadził techniki z różnych szkół VVD między innymi z Võ Bình Định, Hac Ho, Kim Ke, Vo Tai. Z całego bogactwa technik stworzył własną szkołę, a właściwie ruch o nazwie Vovinam. Jego uczniowie brali udział w walkach o odzyskanie niepodległości Wietnamu. Dopiero po jego śmierci w 1960 roku Rada Mistrzów dodała do nazwy człon Việt Võ Đạo. Na czele szkoły stanął Wielki Mistrz Lê Sáng (10 dang) mianowany na to stanowisko przez Wielkiego Mistrza Nguyễn Lộc.
Następnym etapem rozwoju wietnamskich sztuk walk było utworzenie międzynarodowej federacji. Taką federację stworzono w 1972 roku. Na czele jej stanął mistrz Phan Hoang. Mistrz był jednym z najbliższych uczniów Wielkich Mistrzów Nguyễn Lộc i Lê Sáng.
Obecnie federacja skupia około trzydziestu krajów członkowskich w tym także organizację w Polsce. Szefem organizacji w Polsce jest mistrz Ryszard „Dung Tien” Jóźwiak. Jest on także dyrektorem technicznym na Polskę i kraje Europy środkowowschodniej (m.in. Białoruś, Mołdawia). Powstanie international Viet Vo Dao miało na celu nie tylko naukę walki wręcz, ale również kształtowanie uczniów. Na ten cel największy nacisk kładzie mistrz Phan Hoang.

## Elementy filozofii VVD
Ćwiczący Việt Võ Đạo kierują się w życiu dewizą, która brzmi: 
- Być silnym aby być pożytecznym.

W życiu uczeń i praktykant VVD powinien kierować się i postępować zgodnie z trzema
zasadami:
- Permanentna ewolucja ciała i ducha.
- Równowaga między człowiekiem a naturą.
- Harmonia we wszystkim.

## System stopni
Poniższy podział różni się od stopni używanych w Wietnamie (rozróżnia się stopnie tzw. międzynarodowe oraz wietnamskie). Uczniowie posiadający stopnie Dai Trang powinni nosić swój pas zgodnie z tradycją, kobiety, kokardą z prawej strony, mężczyźni z lewej. Szkoły, które są członkami International Viet Vo Dao posiadają następujący podział stopni:
1. stopnie uczniowskie Dai Trang- Cấp;
- 0 cấp - pas żółty;
- 1 cấp - pas żółty z 1 niebieską wypustką;
- 2 cấp - pas żółty z 2 niebieskimi wypustkami;
- 3 cấp - pas żółty z 3 niebieskimi wypustkami;
- 4 cấp - pas żółty z 4 niebieskimi wypustkami;
- 5 cấp - pas niebieski- Phu Ta - młodszy asystent.
- czarny pas (Lop Huyen Dai) - starszy asystent.

2. stopnie instruktorskie - Đẳng;
instruktorzy noszą czarne pasy obszyte czerwoną wypustką:
- 1 đẳng - Huấn luyện viên - instruktor;
- 2 đẳng - Huấn luyện - trener;
- 3 đẳng - Giao Su - profesor;
- 4 đẳng - pas czerwony- Młodszy Mistrz

3. stopnie mistrzowskie - biało-czerwone
- 5 đẳng - Võ sư - mistrz ekspert;
- 6,7,8,9,10 đẳng - mistrz ekspert klasy międzynarodowej;

## Strój w Việt Võ Đạo
Strój w Việt Võ Đạo nazywa się Võ phục. Składa się on z :
- Bluzy - Ao
- Spodni - Quan
- Pasa - Dai

Powstał on na bazie ludowego stroju noszonego w Wietnamie.